# Pont Wilson (Tours)
Die Pont Wilson ist die älteste Brücke über die Loire in Tours im Département Indre-et-Loire in der französischen Region Centre-Val de Loire. Sie verbindet die rue Nationale im Stadtzentrum mit der Avenue de la Tranchée auf der Nordseite.
Ursprünglich war sie eine Straßenbrücke mit breiten Gehwegen. Als 2013 die Straßenbahn wieder eingeführt wurde, erhielt sie auf der Brücke eigene Fahrstreifen; dem Autoverkehr wurde nur noch eine Spur von Nord nach Süd zugestanden. Im August 2020 wurde auch diese Fahrspur für den Autoverkehr gesperrt, zunächst versuchsweise bis zum nächsten Oktober, möglicherweise aber auf Dauer.
Sie wurde 1918 nach Woodrow Wilson benannt, der von 1913 bis 1921 der 28. Präsident der Vereinigten Staaten war.

## Beschreibung
Die Steinbogenbrücke ist 436,6 m (224 toises) lang und 14,6 m (45 pieds) breit. Sie gehörte zu den ersten Brücken, deren Fahrbahn nicht mehr zur Mitte hin anstieg, sondern vollkommen horizontal verlief. Sie hat 15 gleiche Korbbögen mit Stützweiten von 24,36 m und 14 jeweils 4,87 m starken Pfeilern. Ihr Pfeilverhältnis ist 1:3. Die gesamte Brücke ist auf Pfählen gegründet, wobei unter den nördlichen 10 Öffnungen auf den Pfählen Platten eingebaut wurden, die etwa dreimal so breit sind wie die Brücke, um Auskolkungen zu vermeiden.

## Geschichte
Im Mittelalter war die zwischen 1034 und 1037 etwas weiter flussaufwärts gebaute pont d'Eudes die einzige Brücke in Tours. Sie war nach dem Fürst benannt, der ihren Bau angeordnet hatte. Im Laufe der Zeit wurde sie zu einer steinernen Brücke ausgebaut, später aber zunehmend baufällig, so dass ein Neubau unausweichlich wurde.
Mathieu Bayeux, genannt Bayeux der Ältere (1692–1777), legte 1758 einen Entwurf vor, der nach diversen Änderungen 1764 Grundlage der Ausschreibung und der 1765 folgenden Vergabe wurde. Die Pläne sahen Korbbögen vor, die noch der Regel entsprachen, dass die Stärke der Pfeiler ein Fünftel der Stützweite der Bögen betragen müsse. Die von Bayeux geleiteten Bauarbeiten begannen im gleichen Jahr. Dabei wurden fünf Pfeiler nach dem Beispiel der kurz zuvor gebauten Pont Cessart mit Hilfe von Caissons gegründet. Nach der Pensionierung von Bayeux im Jahr 1774 wurden die Arbeiten von Jean-Baptiste de Voglie fortgesetzt und 1778 beendet.
Die Brücke hatte immer wieder mit Problemen zu kämpfen. Schon 1776 stürzte ein Bogen kurz vor seiner Vollendung ein, da das bereits zum vierten Mal verwendete und schlecht reparierte Lehrgerüst nachgab. 1777 senkte sich plötzlich ein Pfeiler, wodurch ein Bogen teilweise einbrach und die benachbarten Bögen verformt wurden.
Nach einem schweren Eisgang im Januar 1789 stürzten vier Bögen ein. Man musste sich zunächst mit Fähren behelfen, bis eine provisorische hölzerne Brücke errichtet worden war. Der Wiederaufbau der Steinbögen dauerte bis 1810.
1835 bemerkte man Verformungen im Pflaster und Risse in einem Bogen. Untersuchungen führten sie auf ausgewaschene Hohlräume unter den Pfeilern zurück. Dies wurde durch senkrechte Bohrungen durch die ganzen Pfeiler hindurch bestätigt, durch die diese Hohlräume dann verpresst wurden. Messungen in den Jahren 1840 und 1841 zeigten keine weiteren Senkungen. Zur Sicherheit wurden im Boden zwischen den betroffenen Pfeilern breite Betonplatten eingebaut. Damit schienen alle Probleme gelöst, die nächsten hundert Jahre überstand die Brücke ohne besondere Vorkommnisse.
1926 wurde die Brücke als historisches Denkmal (Monument historique) eingetragen.
Im Zweiten Weltkrieg wurde ein Bogen 1940 durch die französische Armee gesprengt, um den Vormarsch der Wehrmacht aufzuhalten, die ihrerseits 1944 drei Bögen sprengte, um ihren Rückzug zu sichern. Der Wiederaufbau war 1947 abgeschlossen.
1978 brach ohne Vorwarnung zunächst ein Teil eines Pfeilers ein, Stunden später folgte der Bogen. Nach einer Pause brachen auch die benachbarten Bögen ein, am nächsten Tag stürzten zwei weitere und drei Wochen später noch ein Bogen ein. Durch den Einsturz wurde die Wasserversorgung von über 100.000 Einwohnern sowie deren Strom- und Telefonleitungen unterbrochen.
Die Ursache wurde später im Kies- und Sandabbau in der Loire und dem dadurch verursachten Eingraben des Flussbetts gesehen, wodurch die hölzerne Pfahlgründung nicht mehr dauerhaft unter Wasser gewesen sei. Die Brücke wurde mit äußerlich gleichen, mit Natursteinen verkleideten Betonbögen wieder aufgebaut und im September 1982 dem Verkehr übergeben.